# Francavilla al Mare
Francavilla al Mare este o comună din provincia Chieti, regiunea Abruzzo, Italia.
Populația comunei este de 24.681 de locuitori (31 martie 2009).

## Demografie
Francavilla al Mare - evoluția demografică

|  | Graficele sunt indisponibile din cauza unor probleme tehnice. Mai multe informații se găsesc la Phabricator și la wiki-ul MediaWiki. |

Date: Recensăminte sau birourile de statistică - grafică realizată de Wikipedia